# Flora i Maria de Còrdova
Les santes Flora i Maria (Còrdova, s. IX - 20 de novembre de 851) van ésser dues cristianes mossàrabs, mortes per no renunciar a la seva fe en 851. Són venerades com a santes per l'Església catòlica, com a dues dels 57 Mârtirs de Còrdova.

## Biografia

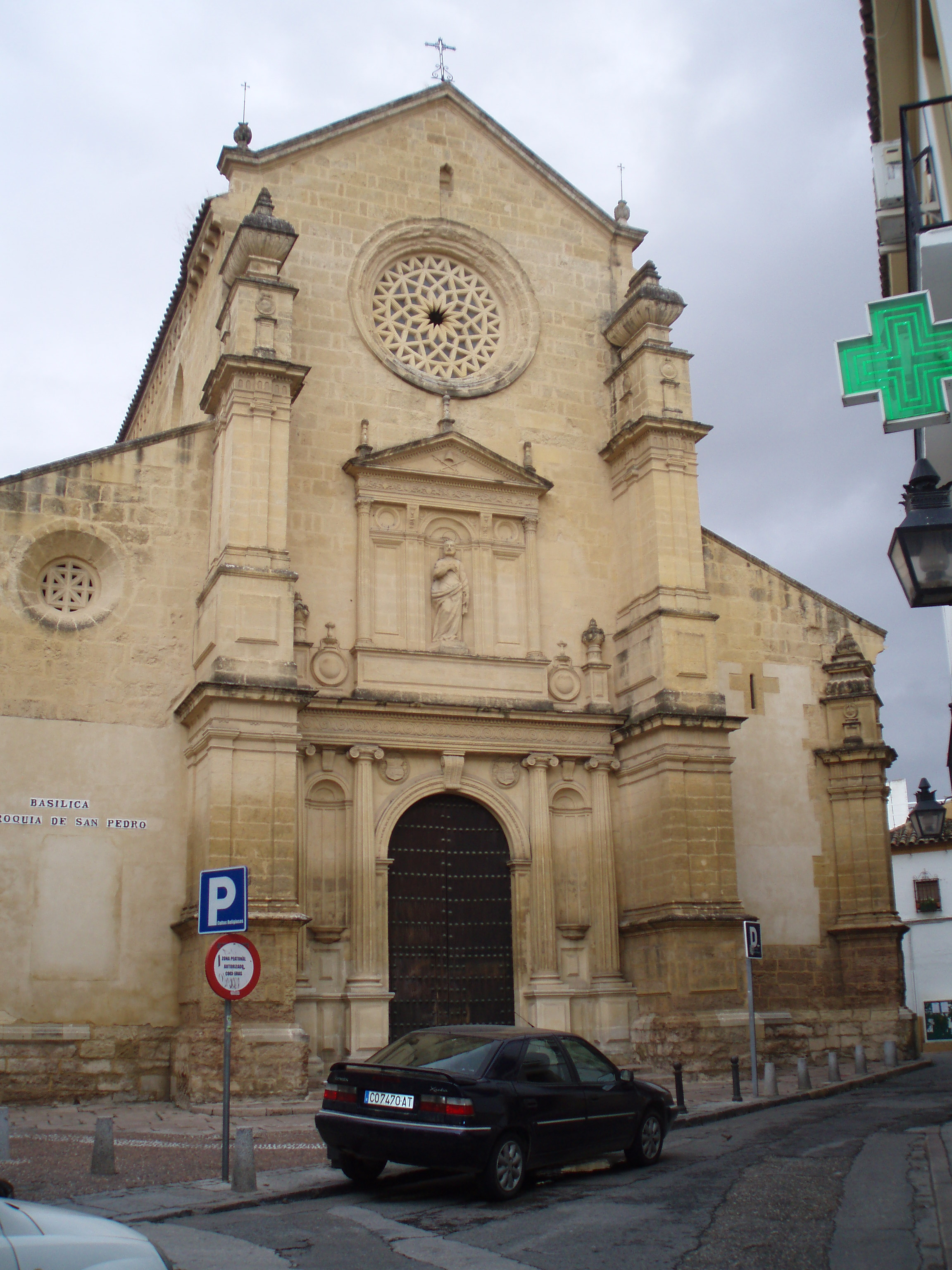
Façana de l'església de S. Pedro (Còrdova).

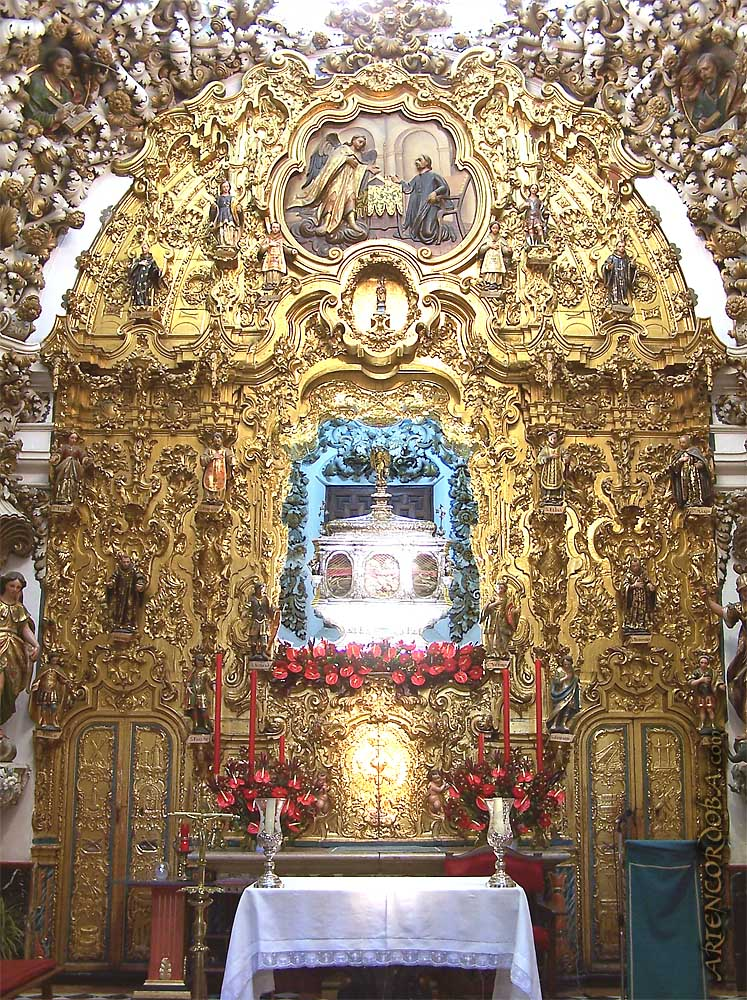
Altar major de S. Pedro.

Van viure sota el regnat de Muhàmmad I, emir de Còrdova i fill d'Abd al-Rahman II. Els martirologis d'Ató, Usuard Maurolic, Equilí i el Martyrologium romanum les esmenten, la qual cosa fa pensar que el seu martiri va tenir ressò i la veneració se n'estengué ràpidament.
Flora era filla de mare cristiana i pare musulmà; la mare l'educà en el cristianisme. El seu germà, musulmà, la va denunciar com a cristiana i fou portada davant el cadí. Fou fuetejada perquè abandonés el cristianisme, però va mantenir-se ferma i el cadí la deixà sota la custòdia del germà, perquè la fes canviar d'actitud.
Maria era filla de cristians i havia entrat al monestir de Cuteclara. El seu germà Walabons, també cristià, fou mort per la seva fe i la jove va decidir de seguir el seu camí. S'adreçà a l'església de Sant Iscle de Còrdova, on trobà Flora, i les dues decideixen de mantenir-se cristianes i morir plegades, si cal. Davant del cadí, les dues proclamen la seva fe. Plegades, són empresonades amb prostitutes i gent de mal viure, i són condemnades a morir degollades. Eulogi de Còrdova va trobar-les a la presó i les va beneir. Foren decapitades i els seus cossos van quedar exposats a la vora del riu; l'endemà, foren llençats al Guadalquivir. Els seus cap foren recuperats i enterrats a l'església de Sant Iscle, i avui són a la de San Pedro.

## Veneració
Venerades com a santes, la seva festivitat se celebra el 24 de novembre. Les seves relíquies es guarden, amb les d'altres màrtirs contemporanis, a l'església de San Pedro de Còrdova.